# ヤマザクラ
ヤマザクラ（山桜、学名: Cerasus jamasakura）はバラ科サクラ属の落葉高木のサクラ。日本の固有種で、日本に自生する10もしくは11種あるサクラ属の基本野生種の一つ。便宜的に山地に植生する野生のサクラを総称してヤマザクラ（山桜）ということもあり、品種としてのヤマザクラとの混同に注意が必要である。

## 分布・生育地
日本の固有種である。オオシマザクラと同じく暖温帯に分布する。本州、四国、九州の低地に分布がみられ、北限は太平洋側では宮城県、日本海側では新潟県である。南限は鹿児島県のトカラ列島。公園に植えられることもある。
日本に自生するサクラの代表樹種で、山地に生える。本来は常緑広葉樹林が植生域であるが、二次林の落葉広葉樹林の方に多く進出して植生してきた。人間の生活圏の拡大と共に森が伐採されて陽当たりが良くなったためである。しかし1960年代以降は林業の衰退により二次林が放置され陽当たりの悪い場所が増え、ヤマザクラの植生域が減少している。
中国や朝鮮半島（韓国）の一部地域にも分布しているという説もあるが、カスミザクラやオオヤマザクラの誤認の可能性が高いという。

## 特徴
落葉広葉樹の高木。樹高は15 - 25メートル (m) で、樹形は傘形。エドヒガンに次いで長命であるが、その分、発芽してから花が咲くまでに時間がかかり、早くて5年、長くて10年以上、寒冷地ではさらに遅くなることもある。樹皮は暗褐色から暗紫褐色で、横長の皮目が目立って多い。老木は黒褐色を帯びて、粗くひび割れが生じる。一年枝は淡褐色や灰褐色で、膨らみのある大きな皮目がある。
花期は3月下旬から4月中旬。花は赤味を帯びた新芽の芽吹きと同時に開花する。花は中輪で直径は25 - 35ミリメートル (mm) 、花弁は5枚の一重咲きで、色は白色から淡紅色。樹種によっては花色に濃淡がある。花柄、子房、花柱とも無毛である。雄蕊は35 - 40個つく。
葉は互生し、長楕円形から卵状長楕円形で長さ5 - 12センチメートル (cm) 。葉縁には鋭い細鋸歯がある。成木の成葉の裏面が帯白色になる。葉柄の上部に、腺点（蜜腺）が2個ある。秋に紅葉する。紅葉は朱色に近い橙色から赤色に染まり、1枚の葉でも日当たりの悪い部分は黄色になることも多い。
果期は5 - 6月。果実は球形で初夏に紫黒色に熟す。
冬芽は枝に互生し、長卵形で赤褐色の多数の芽鱗に包まれ、芽鱗は無毛でやや開き気味になる。葉痕は半円形や三日月形で、維管束痕が3個見られる。
ヤマザクラは多くの場合葉芽と花が同時に展開するので、花が先に咲くソメイヨシノと区別する大きな特徴となる。また成長に時間がかかり、花の数も少ない。
ヤマザクラは野生種で数も多いため、同一地域の個体群内でも個体変異が多く、開花時期、花つき、葉と花の開く時期、花の色の濃淡と新芽の色、樹の形など様々な変異がある。新芽から展開しかけの若い葉の色は特に変異が大きく、赤紫色や褐色の他にもツクシヤマザクラでは黄緑色、緑色もあり、先端の色が濃いものなどもある。
- ソメイヨシノのように満開を過ぎたころに葉が出るのではなく、開花と同時に赤茶けた若葉が出る。
- 個体変異種の一つのヒロシマエバヤマザクラ。花弁の数が倍以上ある。

### 変種のヤマザクラとツクシヤマザクラの違い
分類学上の種（species）としてはヤマザクラだが、その下位分類の変種（variety）レベルでは、ヤマザクラ（var. jamasakura）とツクシヤマザクラ（var. chikusiensis）に分類される。ツクシヤマザクラはツクシザクラ（筑紫桜）とも呼ばれ、ヤマザクラの分布域のうち薩南諸島と九州西部に限定して分布しており、花が大きく若芽が緑や黄褐色で、若芽が赤いヤマザクラと区別ができ、見た目的にはヤマザクラとオオシマザクラの中間的な形態である。

## 文化・利用
日本の国花として古くから愛好され、植栽されて庭木や街路樹にも用いられる。
木材は家具の材料としても人気が高い。樹皮は質感を活かして樺細工などに利用される。

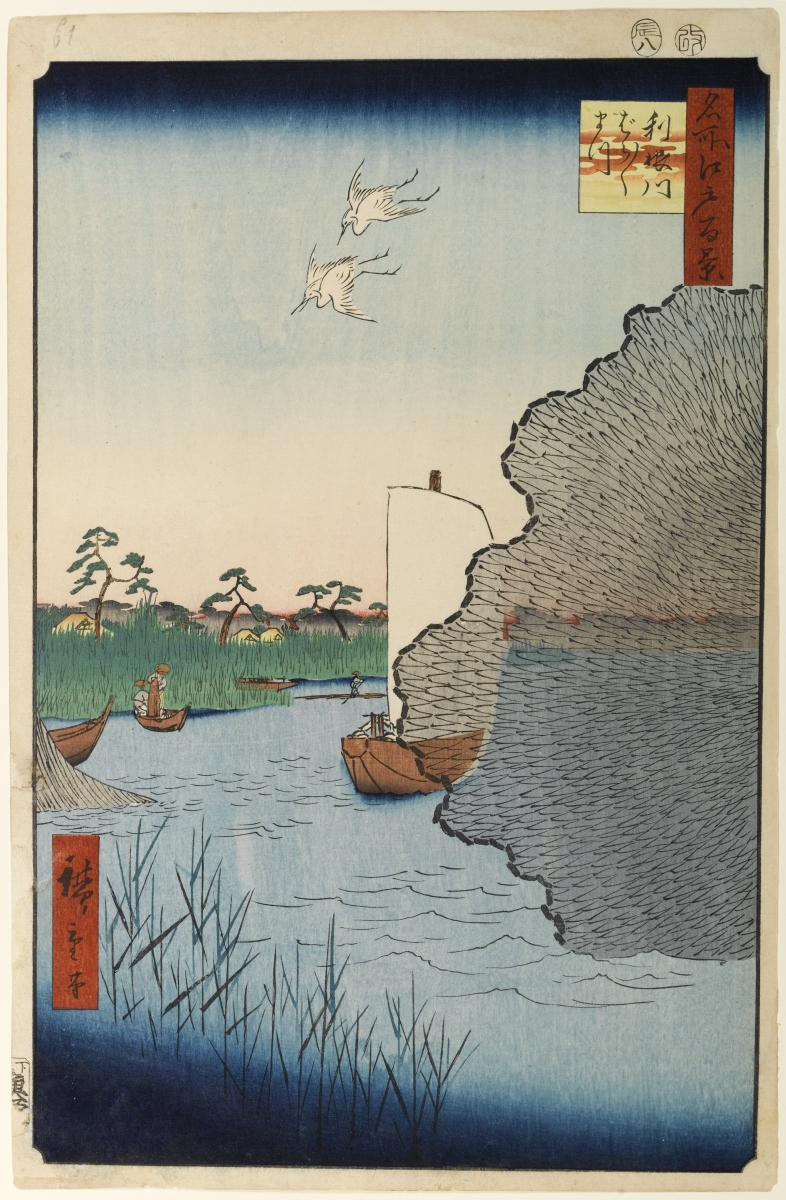
歌川広重の浮世絵『名所江戸百景』の「利根川ばらばらまつ」。空と水辺にはヤマザクラの年輪模様がはっきりと浮き出ている。

浮世絵などに使われる版木としては最高の材と称されている。江戸時代の浮世絵師歌川広重の作品を見ると、『名所江戸百景』や『箕輪金杉三河しま』の浮世絵に描かれた空や水のところに、ヤマザクラの年輪模様が出ているものがある。
日本の野生サクラの代表種であるヤマザクラは、古い和歌に詠まれているのが本種である。春にヤマザクラが咲き誇ることでよく知られる奈良県の吉野山は、人々の献木や管理費用の納付によって維持されている。
ヤマザクラの花言葉は、「あなたにほほ笑む」とされる。

### 江戸時代以前の日本におけるサクラの代表種

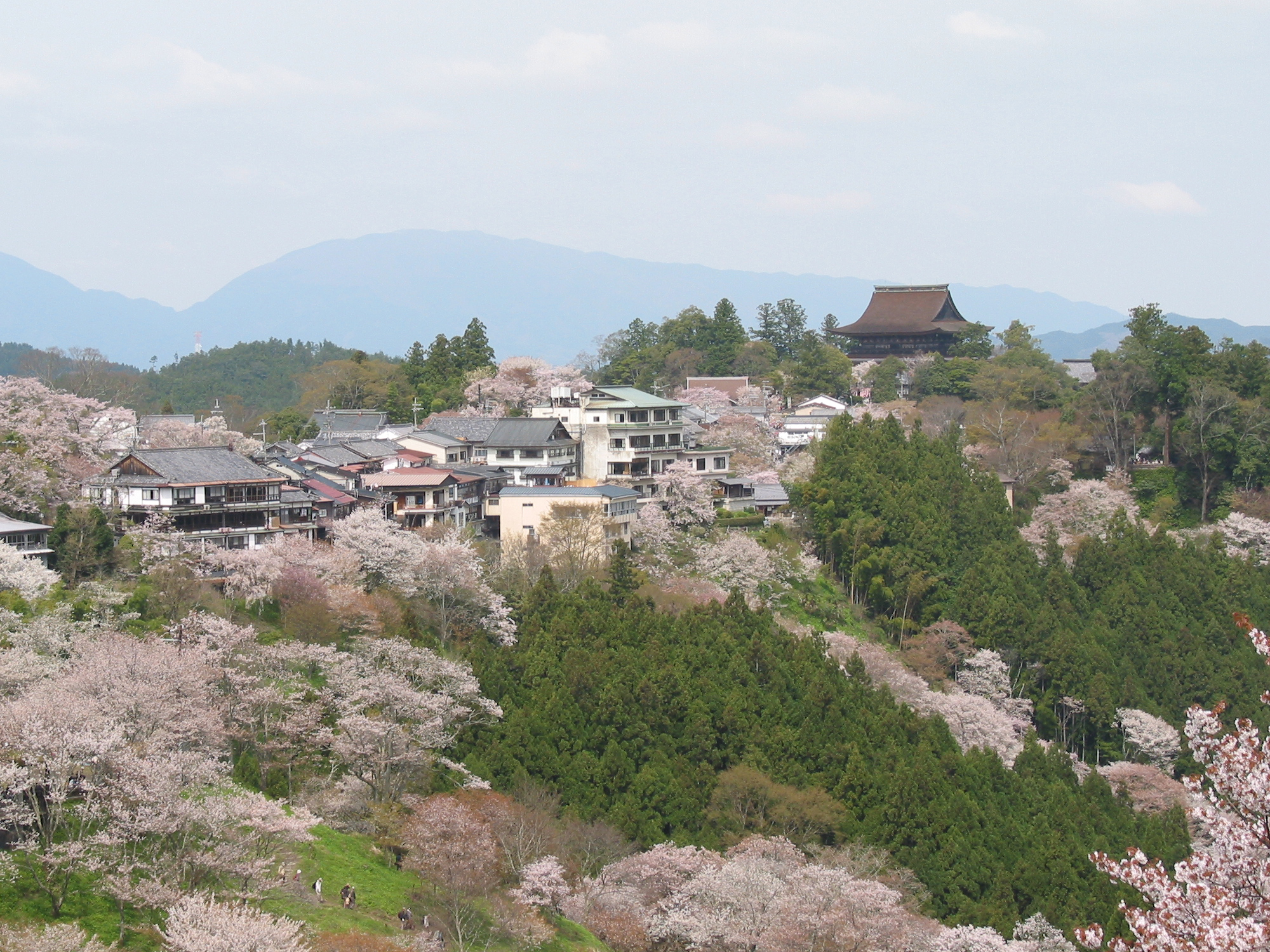
奈良県吉野山中千本付近のシロヤマザクラの眺望

古来日本人に最もなじみが深かったサクラであり、江戸時代後期にソメイヨシノが開発されて明治時代以降に主流になるまでは、花見の対象と言えば主にヤマザクラであった。そのため和歌にも数多く詠まれており、「吉野の桜」とは本来このヤマザクラを指していた。野生種のため個体間の変異が比較的大きく、同一地域にあっても個体ごとに開花期が前後する。このため当時の花見は、栽培品種のクローンで同一地域では一斉に咲く現代のソメイヨシノを対象とした現代の花見とは趣が違っていた。身近にあった事から用材としてもよく使われた。

### 地方自治体の木
- 宮崎県（フェニックス、飫肥杉と合わせて指定）[27]
- 福島県郡山市
- 埼玉県寄居町
- 千葉県富里市
- 神奈川県横浜市金沢区
- 神奈川県鎌倉市
- 神奈川県大和市
- 長野県長和町
- 滋賀県大津市
- 兵庫県淡路市

## ヤマザクラ群
ヤマザクラに類するサクラをヤマザクラ群と呼ぶことがある。これには分類学上の種（species）としての別種も含まれており確定したものではない。北米や西欧の分類法では、ヤマザクラ、オオシマザクラ、オオヤマザクラ、カスミザクラは、サトザクラと共にPrunus serrulataという一つの種にまとめられて分類される場合があり、サトザクラ群以外のそれらを日本語でヤマザクラ群として便宜的に呼ぶことがあるだけである。また一昔前の分類記載においては、各種を他の野生のサクラと混同するケースなどがあり、専門家の書いた記述についても注意が必要である。この原因には、日本の野生桜が多くの変異を引き起こしやすいこと、交雑によると見られる雑種が多く生じやすいこと、古来から花が好まれたことで広く人工的に植栽されたことで交雑個体や変異個体が広く分布する原因になっていることなどがある。
ここではその一部を上げる。

### 野生種
基本種5種とその下位分類
- ヤマザクラ（山桜）- 本種
  - ツクシザクラ（筑紫桜・筑紫山桜）- ヤマザクラはその下位分類の変種のヤマザクラとツクシヤマザクラで構成されている。
- オオシマザクラ（大島桜）

- ウスガサネオオシマ（薄重大島）- 変種よりさらに下位分類の品種のサクラ
- シオカゼザクラ（潮風桜）- 変種よりさらに下位分類の品種のサクラ

- オオヤマザクラ（大山桜・蝦夷山桜・紅山桜）

- ケエゾヤマザクラ（毛蝦夷山桜）- 変種よりさらに下位分類の品種。
- ハツユキザクラ（初雪桜）- 変種よりさらに下位分類の品種で、オオヤマザクラの白色花型。

- キリタチヤマザクラ（霧立山桜）- オオヤマザクラはその下位分類の変種のオオヤヤマザクラとキリタチヤマザクラで構成されている。

- カスミザクラ（霞桜・毛山桜）

- アサギリザクラ（片丘桜） - 変種よりさらに下位分類の品種で、カスミザクラの無毛型。
- カタオカザクラ（片丘桜） - 変種よりさらに下位分類の品種で、カスミザクラの幼形開花型。ヤマザクラに戻ってしまうことが多い。
- キビザクラ（吉備桜）- 変種よりさらに下位分類の品種で、カスミザクラの遅咲きの多毛型。

- クマノザクラ（熊野桜）

種間雑種
- アカツキザクラ（暁桜・霞蝦夷山桜）- カスミザクラとオオヤマザクラの種間雑種

### 園芸品種
- アオバ（青葉）
- アカミオオシマ（赤実大島）
- イズザクラ（伊豆桜）
- イチハラトラノオ（市原虎の尾）
- イボザクラ（伊保桜・井保桜）
- イヨウスズミ（伊予薄墨）
- ウンリュウオオシマ（雲竜大島）
- オウシュウサトザクラ（奥州里桜）
- カンザキオオシマ（寒咲大島）
- キクシダレ（菊枝垂）
- ギジョウジギジョザクラ（祇王寺祇女桜）
- キヌガサ（衣笠）
- キリフリザクラ
- クチナシザクラ（梔子桜）
- ケタノシロキクザクラ（気多の白菊桜）
- コウホクニオイ（江北匂）
- ゴザノマニオイ（御座の間匂）
- コトヒラ（琴平）
- コノハナザクラ（木の花桜）[29]
- コンゴウザクラ（金剛桜・源氏車・小督） - 国の天然記念物。
- サノザクラ（佐野桜）
- シダレオオヤマザクラ（枝垂大山桜）
- ジョウニオイ（上匂）
- シンスミゾメ（新墨染）
- スルガダイニオイ（駿河台匂）
- ゼンショウジキクザクラ（善正寺菊桜）
- ソウドウザクラ（宗堂桜） 2種がある。
- タイザンフクン（泰山府君）
- ダイリノサクラ（内裏の桜）
- タカネオオヤマザクラ（高嶺大山桜）
- タキニオイ（滝匂）

- チハラザクラ（千原桜）

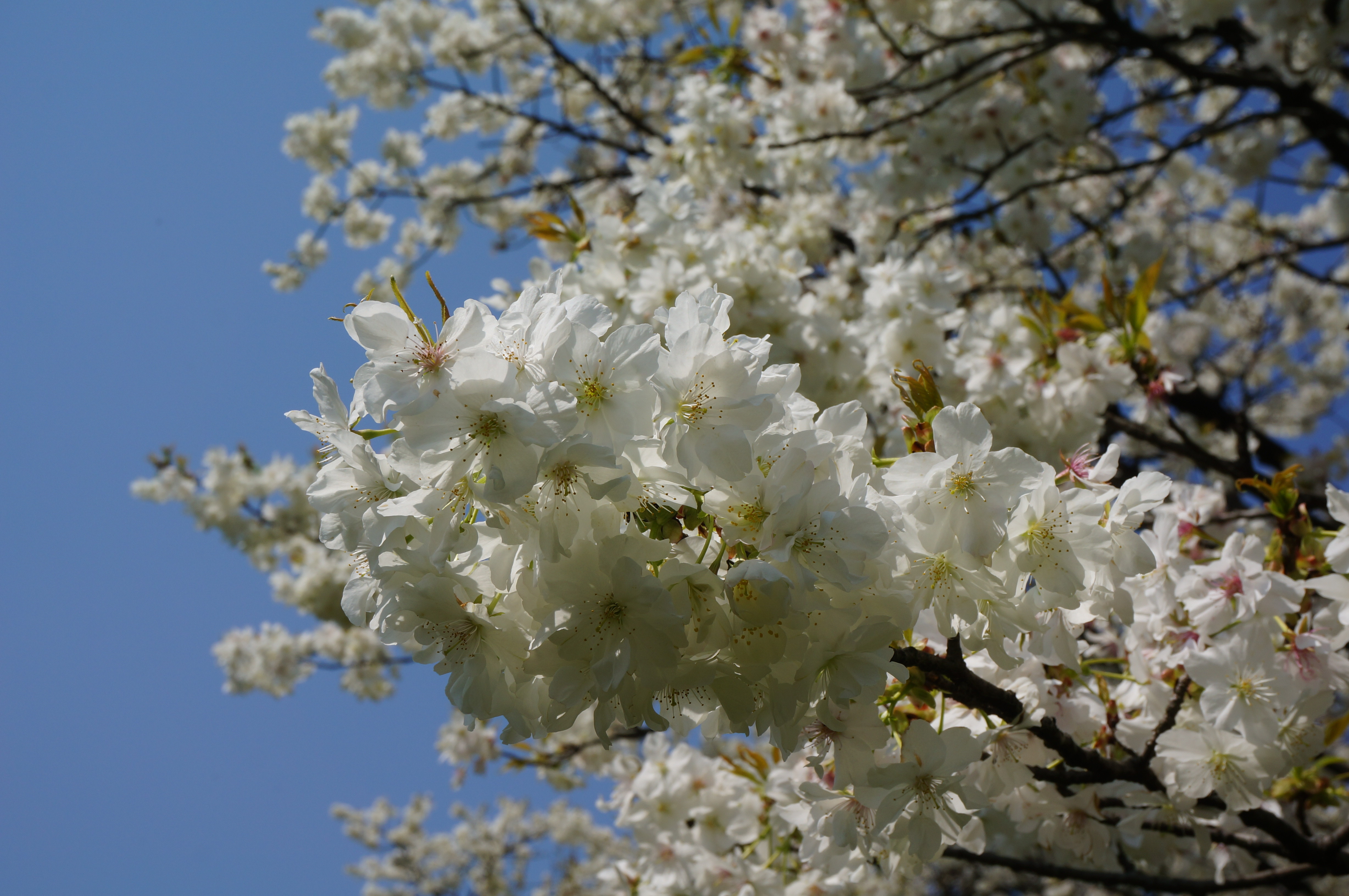
チハラザクラ（日本花の会 結城農場にて）

- ナラノヤエザクラ（奈良の八重桜・奈良八重桜）
- ニドザクラ（二度桜）
- ノナカノサクラ（野中の桜）
- ハチスカザクラ（蜂須賀桜） - 沖縄系カンヒザクラとヤマザクラの一代交雑種カンザクラ
- ヒウチダニキクザクラ（火打谷菊桜）
- ヒロシマエバヤマザクラ（広島江波山桜）
- ヒヨシザクラ（日吉桜）
- ベニタマニシキ（紅玉錦・松前紅玉錦）
- ベニナンデン（紅南殿）
- ホソカワニオイ（細川匂）
- マツマエウスベニココノエ（松前薄紅九重）
- ミナカミ（水上）
- ミョウジョウ（明星・松前明星）
- ヤエノオオシマザクラ（八重の大島桜）
- ヤエノカスミザクラ（八重の霞桜）
- ヤエベニオオシマ（八重紅大島）
- ヤツブサザクラ（八房桜）
- ヤマゴシムラサキ（山越紫）
- ヨウロウザクラ（養老桜）
- ライコウジキクザクラ（来迎寺菊桜）
- ワカキノサクラ（稚木の桜） - ヤマザクラの幼形開花型。ヤマザクラに戻ってしまうことが多い。